# پاتالا
پاتالا (انگلیسی: Patala) به قلمروهای زیرزمینی جهان - که در زیر بعد زمینی قرار دارند، اشاره می‌کند. پاتالا اغلب به دنیای مردگان یا دنیای زیرین ترجمه می‌شود. پاتالا به عنوان زیباتر از Svarga توصیف می‌شود (به‌طور آزاد به عنوان بهشت ترجمه شده‌است). پاتالا پر از جواهرات باشکوه، نخلستان‌های زیبا و دریاچه‌ها توصیف می‌شود.